# San Isidro la Peña
San Isidro la Peña är en ort i Mexiko.   Den ligger i kommunen Alto Lucero de Gutiérrez Barrios och delstaten Veracruz, i den sydöstra delen av landet, 260 km öster om huvudstaden Mexico City. San Isidro la Peña ligger 950 meter över havet och antalet invånare är 254.
Terrängen runt San Isidro la Peña är kuperad åt sydost, men åt nordväst är den bergig. Terrängen runt San Isidro la Peña sluttar österut. Runt San Isidro la Peña är det ganska glesbefolkat, med 48 invånare per kvadratkilometer. Närmaste större samhälle är Alto Lucero, 11,7 km sydväst om San Isidro la Peña. I omgivningarna runt San Isidro la Peña växer huvudsakligen savannskog.